# Bình Hương, Hình Đài
Bình Hương (chữ Hán giản thể:平乡县, âm Hán Việt: Bình Hương huyện) là một huyện thuộc địa cấp thị Hình Đài, tỉnh Hà Bắc, Cộng hòa Nhân dân Trung Hoa. Huyện này có diện tích 406 ki-lô-mét vuông, dân số 280.000 người. Mã số bưu chính Bình Hương là 054500. Chính quyền Bình Hương đóng ở trấn Phong Châu. Bình Hương được chia thành 3 trấn và 4 hương.
- Trấn: Phong Châu, Hà Cổ Miếu, Bình Hương.
- Hương: Du Chiêu, Tiết Cổ, Điền Phó Thôn, Tầm Chiêu.